# پاک جونگ-هون
پاک جونگ-هون (انگلیسی: Pak Jong-hun؛ زادهٔ ۱۰ مارس ۱۹۴۸) بازیکن فوتبال اهل کره شمالی بود.
وی همچنین در تیم ملی فوتبال کره شمالی بازی کرده‌است.